# Vijay Raaz
Vijay Raaz (विजय राज़, inaczej: Vijay Raaj / Vijay Raj) (ur. 5 czerwca 1969) – bollywoodzki aktor. Przełomową dla niego rolą była postać Dubeyji w filmie Monsunowe wesele. Gra w wielu drugoplanowych, przeważnie komediowych rolach, ale też dramatycznych np. przyjaciela bohatera granego przez Vivek Oberoi w Towarzystwie. W roli głównej w cieszącym się popularnością Raghu Romeo.
W lutym 2005 roku Raaz był aresztowany w Dubaju podczas kręcenia Deewane Huye Pagal – za posiadanie narkotyków.

## Filmografia
- Welcome (2007) – reżyser
- Migration (2007)
- The Flag (2007)
- Anwar (2007) – Master Pasha
- Dhamaal (2007) – ATA help desk official
- Memsahab – Lost In A Mirage (2006)
- Ek Se Bure Do (2006)
- Benaam (2006)
- Bombay To Goa (2006)
- Ek Din Anjaane Mein (2006)
- Manoranjan (2006)
- Fool and Final (2006)
- Deewane Huye Pagal (2005)
- Shabnam Mausi (2005) – Halima
- Mumbai Xpress (2005) – Digamber Bavdekar
- Morning Raga (2004) – p. Shastri
- Prarambh – The Beginning (2004) – Bholu
- Raghu Romeo (2004) – Raghu
- Aan – Men At Work (2004) – Waman
- Młodość (2004) – przyjaciel Lallana Singh
- Run (2004) – Ganesh
- Love In Nepal (2004) – Tony
- Mudda – The Issue (2003)
- Khel (2003)
- Duch (2003)
- Pran Jaye Par Shaan Na Jaye (2003) – Ganpat (narrator)
- Chura Liyaa Hai Tumne (2003) – Chingar
- Mumbai Matinee (2003) – Baba Hindustani
- Road (2002) – na drodze
- Shakti: The Power (2002) – Beeja
- Lal Salaam (2002) – Ghisu
- Towarzystwo (2002) – Koda Singh
- Monsunowe wesele (2001) – P.K.Dubey
- Aks (July 13, 2001) – Yeda Yakub
- Dil Pe Mat Le Yaar (2000) – Raju Bhai
- Jungle (2000)
- Bhopal Express (1999) – Badru